# Loketní ohýbač zápěstí

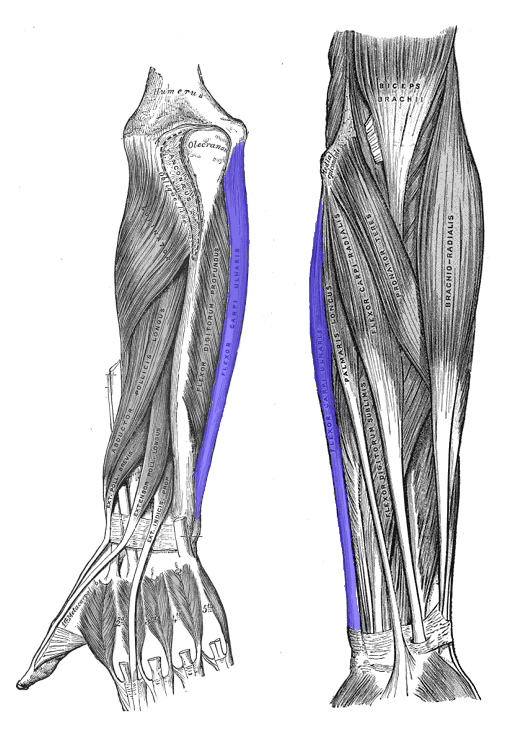
Loketní ohýbač zápěstí znázorněn fialově

Loketní ohýbač zápěstí (latinsky: musculus flexor carpi ulnaris) je sval z první vrstvy svalů předloktí zodpovědný za flexi a ulnární inklinaci ruky a flexi předloktí.
Sval má dvě hlavy – pažní hlavu (caput humeralis) a loketní hlavu (caput ulnaris). Pažní hlava začíná na přístředním nadkůstku (epicondylus medialis) v rámci společného začátku flexorové skupiny. Loketní hlava začíná z proximálních dvou třetin kosti loketní (ulna). 
Upíná se na kost hráškovou (os pisiforme), na kost hákovou pomocí hráškohákového vazu (lig. pisohamatum) a na pátý metakarp pomocí hráškozáprstního vazu (lig. pisometacarpale).
Sval je inervován loketním nervem (nervus ulnaris).
Sval může být variabilně zdvojený a akcesorní šlacha využita pro šlachový přenos (tendon transfer). Tento stav je často doprovázen řadou dalších variací.